# Ванина Ванини (балет)
«Ванина Ванини» — одноактный балет в семи картинах русского композитор-авангардиста Николая Каретникова на либретто Натальи Касаткиной и Владимира Василёва (они же выступили в роли балетмейстеров первой постановки) по одноимённой повести Стендаля. Премьера первой постановки балета состоялась в московском Большом театре 25 мая 1962 года. Главные партии исполнили солисты балета Е. Рябинкина (Ванина), В. Тихонов (Пьетро) и А. Лавренюк (Сбир). Оркестром Большого театра дирижировал Альгис Жюрайтис.

## Действующие лица
- Ванина Ванини, княжна
- Пьетро Миссирилли, карбонарий
- Карбонарии
- Сбиры (полицейские)
- Гости на балу у Ванини